# اسکندریه (عراق)

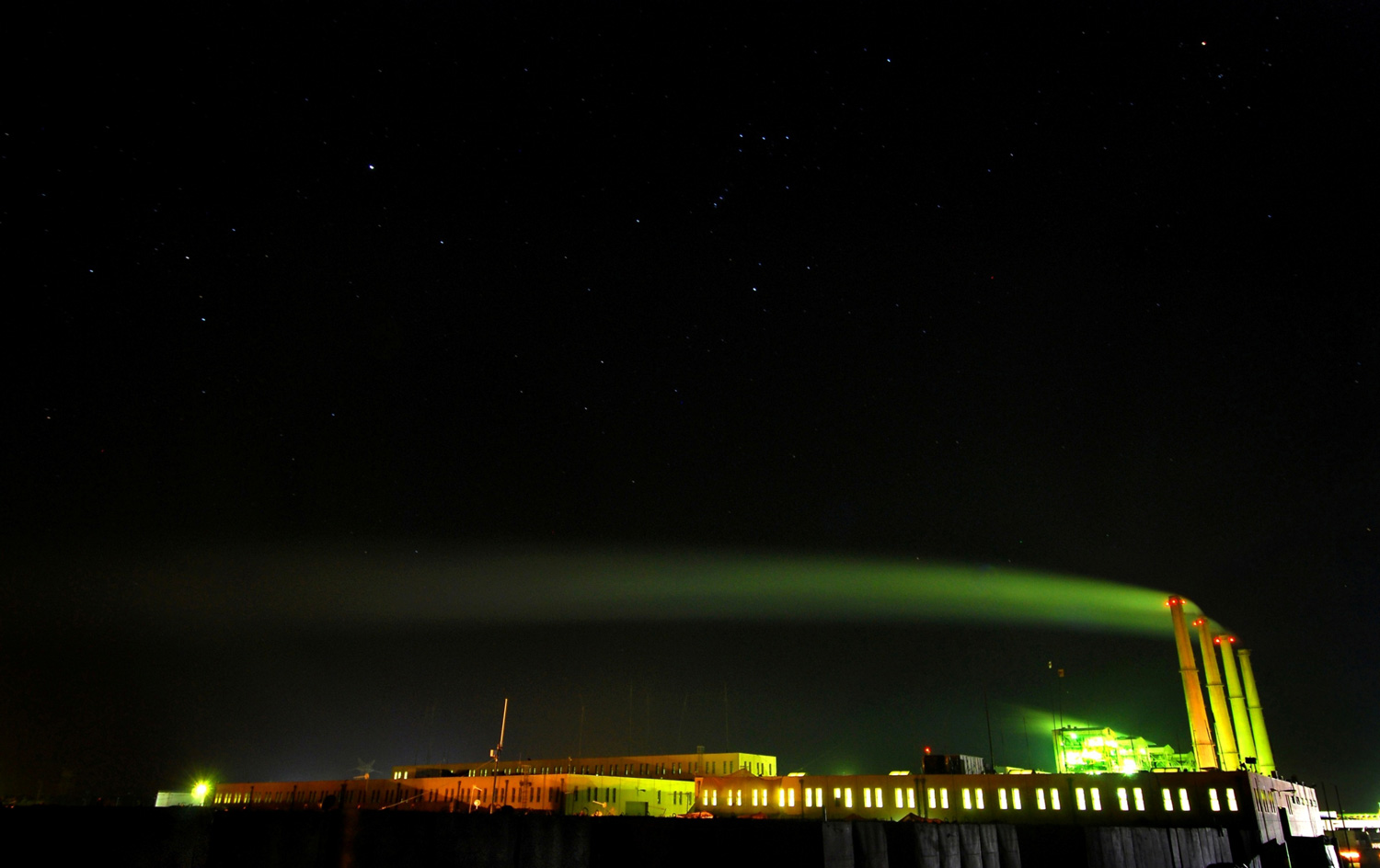
اسکندریه

اسکندریه  (به عربی: إسکندریة) شهری در استان بابل کشور عراق است که ما بین شهر بغداد و کربلا قرار دارد.در سرشماری سال ۲۰۰۸ میلادی،200000۳ نفر جمعیت داشته است.